# Каспии
Каспии (греч. Κάσπιοι Kaspioi, арам. kspy, арм. կասպք Kasp’k’, перс. کاسپین‎ Kāspiān,тал. Kaspijon/Каспиён) — кочевые сакские скотоводческие племена, населявшие в 1-м тысячелетии до н. э. степные районы к югу и юго-западу от Каспийского моря. Впервые упомянуты Геродотом в V в. до н. э. как данники Ахеменидов из XI и XV округов (сатрапий), живущие по соседству с саками. Уже к I в. до н. э. слились с другими народами. По имени каспиев получило своё название Каспийское море, а также одна из исторических областей — Каспиана.
По словам Помпония Мелы: «Далее у Каспийского залива живут Каспии и Амазонки, называемые Савраматидами; у Ирканского — Албанцы, Мосхи, Ирканы; по Скифскому — Амарды, Пебреки».
Каспиями назывались те племена саков-массагетов, которые располагались у морского побережья. Возможно, в раннеантичный период кадусии скрывались под наименованием «каспиев», являвшимся, как кажется, общим обозначением племен юго-западного Прикаспия. И в более позднее время «Земля кадусиев» и «Земля каспиев» — это понятия равнозначные. Вот почему можно считать, что кадусии входили в XI сатрапию. В Хорасане обитали горцы тапуры, которых иногда именовали каспиями, — так называли западные иранцы автохтонных жителей горных районов.
Согласно И. М. Дьяконову, С.А. Токареву, и другим авторам каспии принимали участие в этногенезе талышей и азербайджанцев.

## Этимология

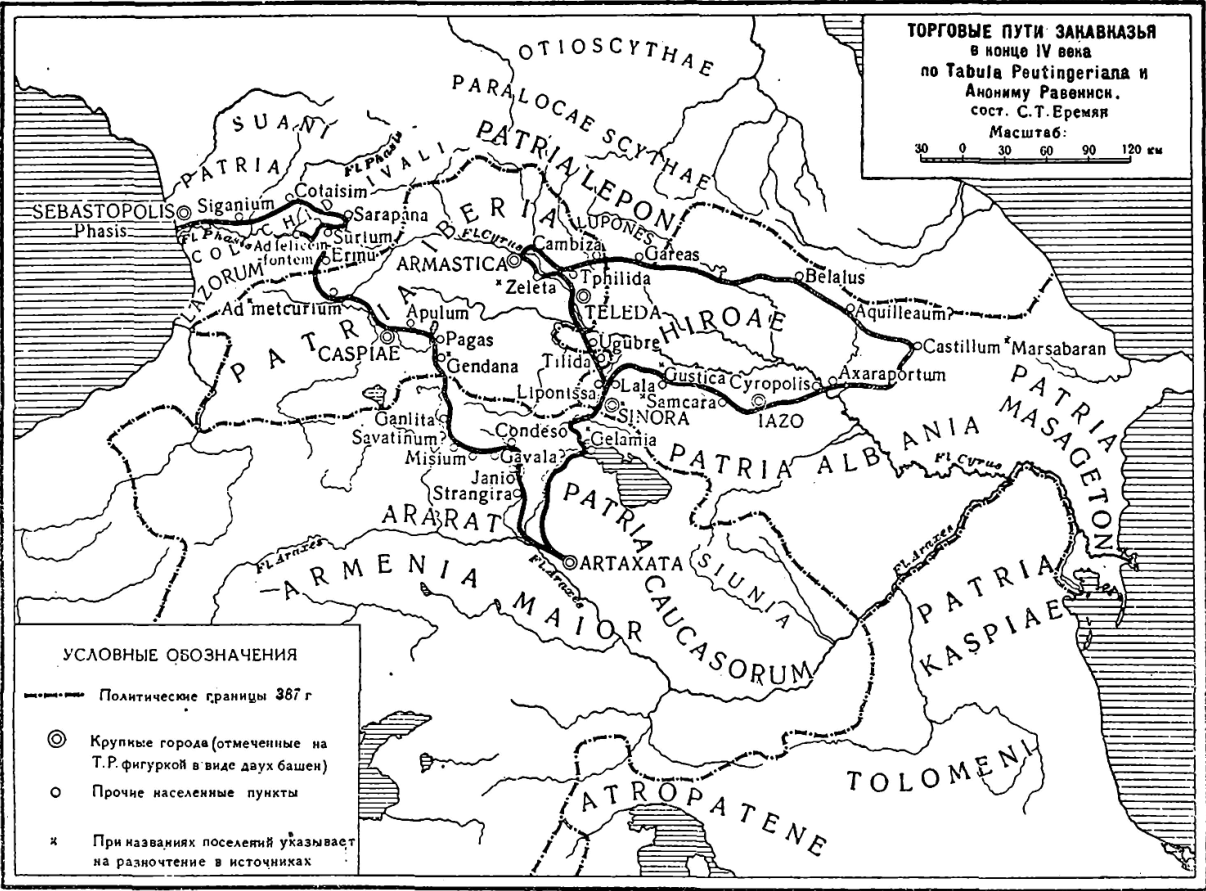
Каспиана на карте Закавказья в конце IV века

Сейран Велиев со ссылкой на И. И. Шопена предлагает «Каспи» читать как Га-асп, что на персидском языке означает «Место коней». Известно также, что своё современное название Каспийское море получило от древних племён — каспиев (коневодов). Далее отмечалось, что в стране каспиев есть много стад быков и табунов лошадей. Из сообщений Ктесия явствует, что в древней Бактрии было много верблюдов, которые, в частности, использовались в военном деле. Описывая каспиев, он говорил, что у них «верблюдов большое количество, крупнейшие [из них величиной] с самых больших лошадей, шерсть [они] имеют необычайно хорошую. Шерсть их очень нежна, так что по мягкости не уступает милетской шерсти. Одежду из них надевают жрецы и самые богатые и влиятельные из каспиев». Иное объяснение предлагает считать, что слово «касп» есть образование от множественного числа «кас», как иногда называли и Кавказ.
Название каспиев отразилось в наименовании одной из высочайших вершин Кавказа — Казбек (Kazbik), с указанием Страбона на то, что местные жители называли Кавказские горы Каспием. К названию каспиев также возводят название города Казвин (Kaspen).
В Восточной Грузии с раннего средневековья зафиксированы крепость и область Каспи и ныне к северо-западу от Тбилиси существует Каспийский район с райцентром Каспи. Археология сообщает о существовании города Каспи с V в. до н. э. З. И. Ямпольский также связывал название города с племенем каспиев.
В древнеиндийских источниках греч. Kaspapyros, по всей видимости, соответствует Kasyapapura, название которого можно этимологизировать как «город каспиев» (инд. pura «город»), если только в этом ойкониме не заложено имя древнего брахманского рода «кашьяпа» («черепаха»).

## Происхождение

Каспии на момент I тыс. до н. э.

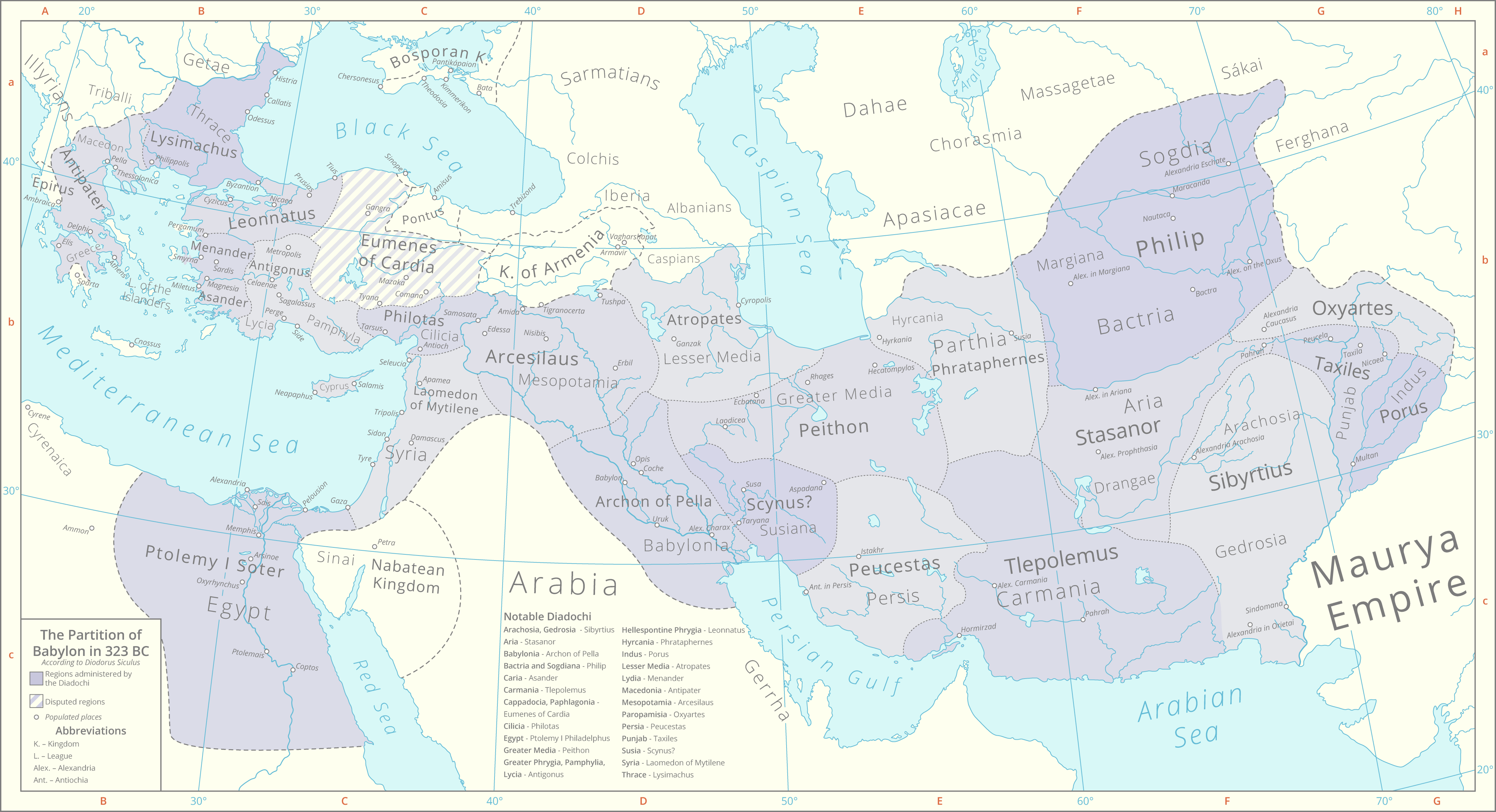
Карта согласно Диодору Сицилийскому, где каспии располагаются на территории Сакаскены

В 1971 году Пьер Грело (фр. Pierre Grelot) опубликовал обнаруженные им в арамейских папирусах из Египта ономастические сведения, имеющие отношение к каспиям. На основании этих сведений можно сделать вывод, что каспии, вероятнее всего, были иранским народом. Большинство имён каспиев имеют иранское происхождение.
Ранее происхождение каспиев вызывало споры. Ряд исследователей считают каспиев доиндоевропейским племенем. Например, Э. Герцфельд отождествлял их с касситами Иранского нагорья 2-го тысячелетия до н. э., говорившими на языке, не родственном ни одному из известных языков (при этом некоторые учёные считают касситов индоевропейским племенем). И. М. Дьяконов также считал каспиев родственными касситам, предполагая, что они говорили на языке эламской группы. Однако Р. Фрай выступал против отождествления касситов и каспиев. Сведения о каспиях сохранились в античных и армянских источниках. Некоторые исследователи, например Б. Грозный, связывают название каспиев с широко распространённым на Древнем Востоке этнонимом «куш» или «каш» (кашшу, касситы, кушиты, кушаны и т. д.), как, возможно, и само название «Кавказ». Следы каспиев сохранились в топонимике Дагестана: р. Койсу на лакском языке — «кас».
Описывая войска персидского царя Ксеркса, отправившиеся в поход на греков, Геродот даёт очень интересные бытовые подробности: «Саки, скифское племя, имели на голове остроконечные шапки из плотного войлока, стоявшие прямо; одеты были в штаны, имели туземные луки, короткие мечи, наконец, секиры, сагарий. Скифами называли собственно амиргийских скифов. Бактриян и саков вёл Гистасп, сын Дария». Каспии были одеты в хитоны из руна (сисиры), имели туземные луки из тростника и акинакесы (короткие кривые сабли). Саранги щеголяли в раскрашенных одеждах; обувь их доходила до колен; луки и копья у них были мидийские.
Скифская гипотеза

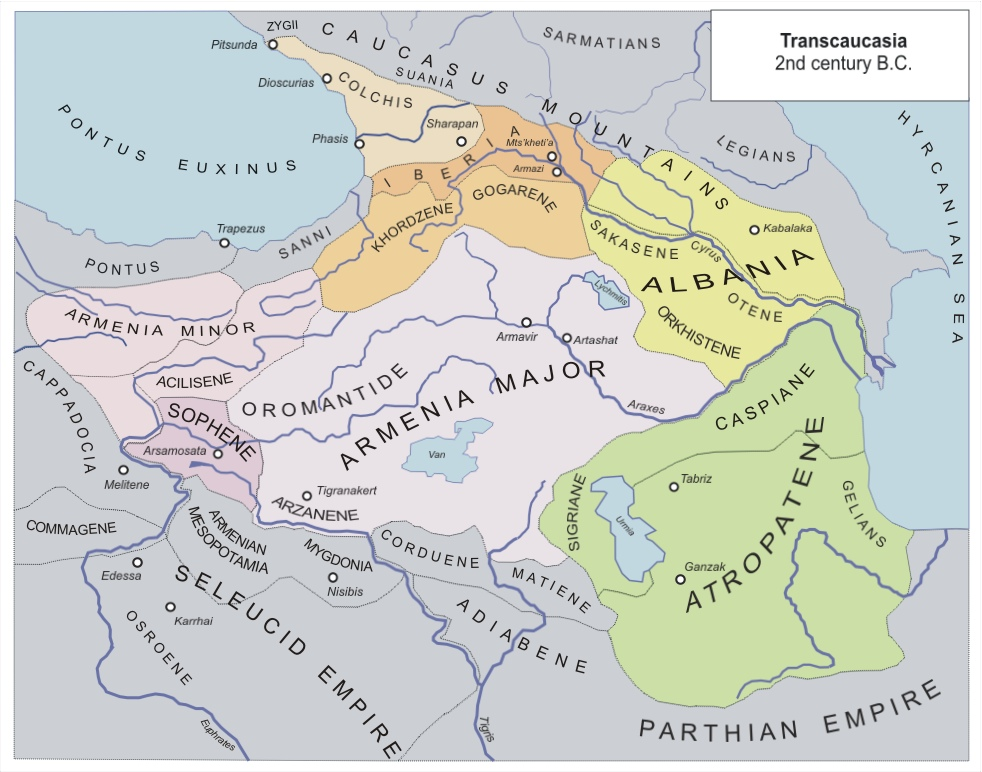
Каспиана в составе Атропатены

По словам Антонины Надирадзе, своё современное название каспийское море, получило по имени каспиев народа скифского происхождения, некогда жившего на берегах этого водоёма. По мнению Пьянкова И. В., «памирские „саки“ в действительности являлись частью древних каспиев (каспиров)». Струве локализовал каспиев XV округа к востоку от Аральского моря (рассматривая при этом Арал как продолжение Каспийского моря). По его мнению, эти каспии тождественны сакам, которые за Согдом, выделенным в последние годы правления Дария I в особую область саков, которые за морем; греческие историки называли этих саков к востоку от Аральского моря массагетами и дахами (даями), а те из них, которые сидели у морского побережья, как считает Струве, и назывались каспиями. Под каспиями необходимо понимать каспейров племя, с именем которого связан Каспапир-Кашмир. Каспиев греческие историки называли также массагетами (готы), то есть «большими саками».
Как отмечает Дмитрий Иванович Трунов, «Каспии это скифское племя, которое исчезло ещё до начала нашей эры, и название моря — единственное напоминание о них».

## Кораблестроение
По найденным в Египте 200 арамейских папирусам ахеменидского времени стало известно, что каспии привлекались в качестве кораблестроителей. В 1953 году Эмиль Крэлинг издал 17 папирусов из Элефантины в которых каспии упомянуты как военные наёмники среди ахеменидской военной колонии. В папирусах также указано, что каспии участвуют в актах продажи и купли домов.
Также по мемфиским папирусам известно, что каспии имели отношение к морскому делу, а из античных источников известно, что на Каспийском море и на Куре, бывшей в древности более полноводной, было развито судоходство.

## Обычаи каспиев

Каспии и киммерийцы

По словам Рапопорт Ю. А. «маги заимствовали обычай выставления у каспиев или среднеазиатских племен. Некоторые исследователи считают самих магов племенем сакского происхождения».
Струве В. В. писал об этом: «Обычай магов оставлять своих мертвых на растерзание животным восходит, несомненно, к способу погребения древних каспиев, живших на южном побережье Каспийского моря». И далее В. В. Струве цитирует Страбона: «Каспии, убив голодом лиц старше семидесяти лет, выносят их в пустынные места, при этом издали наблюдают: если покойник будет стащен птицами с носилок, то его считают блаженным, если же зверями или собаками, то его менее (почитают), если же никем, то его считают несчастным». Латышев В. В. писал об скифских обычаях каспиев.
По другой версии у каспиев были такие же обычаи как у массагетов. По мнению Пьянкова И. В. Страбон, заимствуя у Посидония, не объясняет читателю, почему согдианы и бактрианы сближаются по образу жизни со скифами, причём первые — в большей степени, а вторые — в меньшей, и почему упомянутому обычаю бактрианов и каспиев приписывается скифское происхождение.
Собак каспии хоронят с теми же почестями, что и людей, в «могилах мужей». Захоронения собак по общепринятым правилам известны бактрийской археологии и предусматриваются «Видевдатом». В археологии неолитической гиссарской культуры, переросшей в культуру южнотаджикистанских горных поселений поздней бронзы, равно как и в археологии близкой к ним бурзахомской культуры Кашмира, мы находим всё то, о чём говорилось выше по поводу погребального обряда бактрийцев и родственных им народов: отсутствие могильников, наряду с находками предварительно очищенных костей людей и собак и редких скорченных погребений в пределах поселений.

## Имена каспиев

Каспии во времена походов Александра Македонского

Имена каспиев обнаруженные в папирусах из Элефантины: Атарли, Багазушта, Базу, Барбари, Беф Вайавабил, Дарга, Инбулиа, Мисдаи, Пуллийан, Убил (Вабил), Хайхе, Шатибара, Шатибарзана. Имя Багазушта, по мнению Э. Крэлинга, происходит от мидийского языка и переводится как «угодный богу». Багазушта был сыном Базу. Базу тоже является иранским именем потому, что это иранское слово «рука».

## Потомки
И. М. Дьяконов солидарен с мнением Б. В. Миллера, который считал, что талышский — это один из древнемидийских диалектов. В то же время в последней главе своей «Истории Мидии» он выдвигает новую гипотезу: «Каспии, древние предки талышей, очевидно, не говорили по-мидийски, этот язык, вероятно, проник сюда позже». Согласно С. А. Токареву, каспии с албанцами и предположительно мидянами составляли древнейший слой в этногенезе азербайджанцев. Согласно российской энциклопедии Народы и религии мира: Энциклопедия, каспии наряду с албанами, утиями, гаргарами и легами участвовали в этногенезе азербайджанцев. Особенности собственно кавказского брахикранного варианта характерны и для современных талышей, которые, по всей вероятности, являются потомками одного из древних племен восточного Закавказья — каспиев.
Грузинский, российский и советский кавказовед и историк Николай Яковлевич Марр в каспиях видел «племя чеченское».